# Reaktionszeit (Flachbildschirm)

Veranschaulichung der Reaktionszeit bei LC-/TFT-Displays

Die Reaktionszeit (auch Schaltzeit oder response time) bezeichnet die Zeit (in Millisekunden), die ein Bildpunkt einer Flüssigkristallanzeige (LCD) benötigt, um seinen Zustand zu wechseln. Es gibt zwei unterschiedliche Verfahren mit denen die Reaktionszeit angegeben wird: die BWT (black-white-time oder schwarz-weiß-Zeit) und die GTG (grey-to-grey oder grau-zu-grau-Zeit).
- Je kürzer die Reaktionszeit eines Displays ist, desto schneller kann das Bild wechseln, ohne dass das Bild verschwimmt (z. B. Schlieren bei schnellen Mausbewegungen in Videospielen).
- Dieser Wert ist nur für TFT/LC-Displays wichtig. Bei Röhrenmonitoren ist die Reaktionszeit aus technischen Gründen nicht relevant, weil diese quasi nicht existiert.

## Schwarz-Weiß-Messung
Dabei wird die Zeit angegeben, die ein Bildpunkt benötigt um von Dunkel nach Hell und wieder zurück zu wechseln. Die Reaktionszeit ist dabei die Summe aus der rise- und der fall-Zeit des Displays.
- rise: ein nicht angesteuerter Farbpunkt (schwarz) wechselt in den voll angesteuerten Zustand (weiß)
- fall: ein voll angesteuerter Farbpunkt (weiß) fällt in den nicht angesteuerten Zustand zurück

Bei jedem dieser Umschaltvorgänge müssen die Flüssigkristalle im LCD die größtnötige Änderung ausführen.
- Die fall-Zeit ist immer größer als die rise-Zeit, da jeder Bildpunkt nach dem Ausschalten noch nachleuchtet.
- Die rise- und fall-Werte werden meistens in Klammern nach der Gesamtzeit angegeben. Dabei ist es üblich, den rise-Wert als ersten anzugeben, z. B. 16 (6/10).
- Das Messverfahren zur Reaktionszeit ist in ISO 13406-2 definiert.
- Die Herstellerangaben weisen mittlerweile für die Reaktionszeit bei Flachbildschirmen die weitaus praxistauglichere Grey-to-Grey-Reaktionszeit aus. Schwarz-Weiß-Schwarz-Wechsel (S-W-S) beschreibt einerseits die Bewegung der Flüssigkristalle im Praxiseinsatz ungenügend, zum anderen kann ein Wechsel von Hellgrau auf Weiß und zurück, je nach LCD-Modul, mehr als fünfmal so lange wie S-W-S-Wechsel dauern. Die heute schnellsten Flachbildschirme mit 2 ms angegebener GTG (grey-to-grey) Reaktionszeit erreichen trotz Overdrive-Technologie aber lediglich ein tatsächliches Reaktionsverhalten von rund 20 Millisekunden.